# Aeroporto di Gaza-Katif
L'Aeroporto di Gaza-Katif (IATA: GHK, ICAO: LLAZ), precedentemente noto con il nome ebraico di Aeroporto di Gush Katif dal nome del vicino insediamento israeliano di Gush Katif (demolito nel 2005), è un piccolo aeroporto palestinese situato a 2 km a nord della città di Khan Yunis nella Striscia di Gaza.

## Storia
L'aeroporto, mantenuto in buone condizioni dagli israeliani fino al 2004, non ha nessun traffico per via del blocco imposto da Israele sui cieli palestinesi. Nel 2005 gli israeliani prima di abbandonare l'aeroporto demolirono l'unico edificio presente che si trovava vicino al piazzale di sosta. Accanto all'aeroporto sorge il campo per rifugiati di Khan Yunis gestito della UNRWA.

## Struttura
L'aeroporto è dotata di una pista con superficie in asfalto lunga 900 m e larga 24 m con orientamento 13/31. Sulla testata 13 è stato realizzato un anello per inversioni collegato ad un piccolo piazzale per la sosta ma vista la natura del terreno circostante gran parte delle opere è ricoperta dalla sabbia.